# Zawichost. Śpiew historyczny

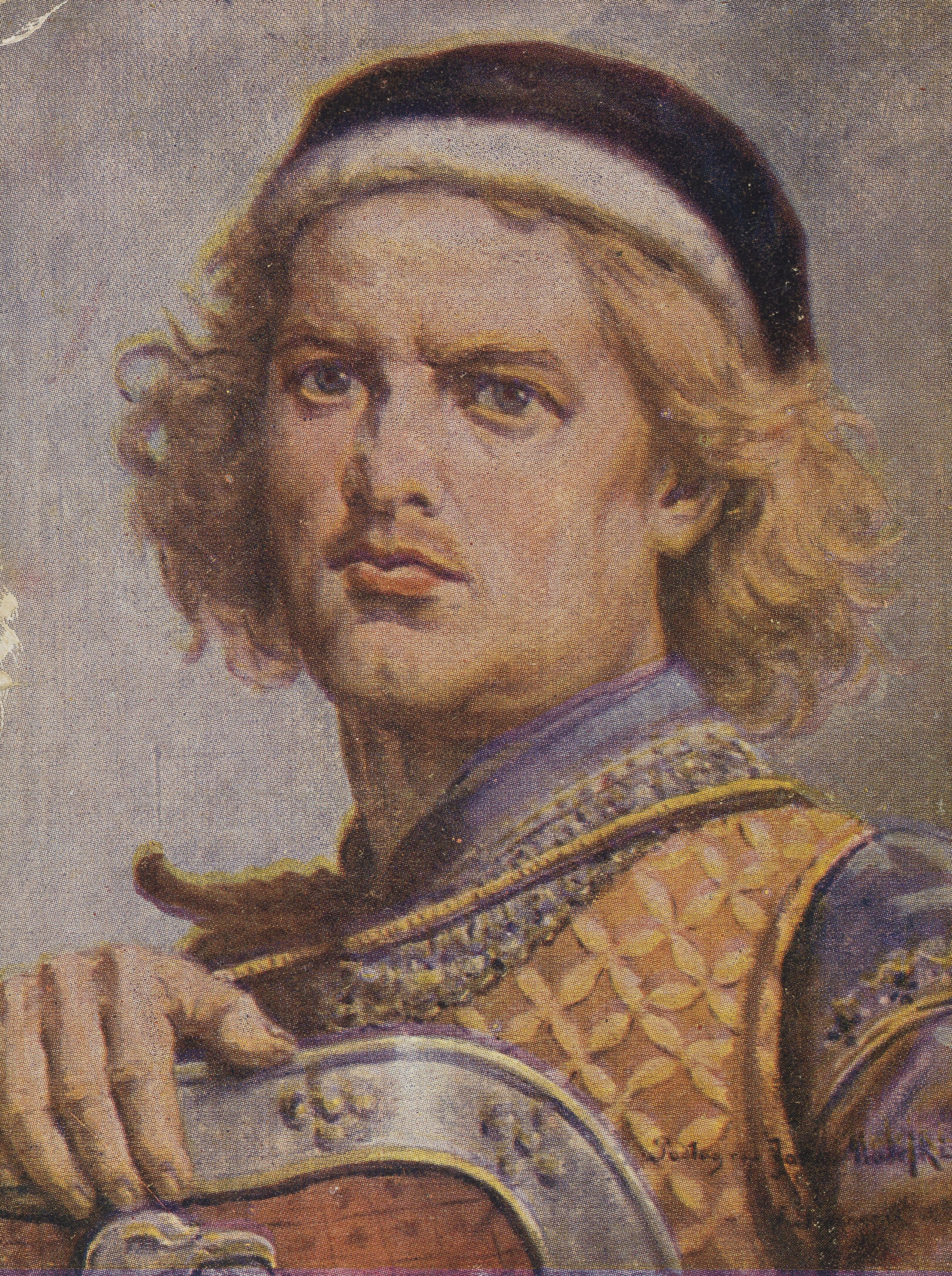
Jan Matejko, Leszek Biały

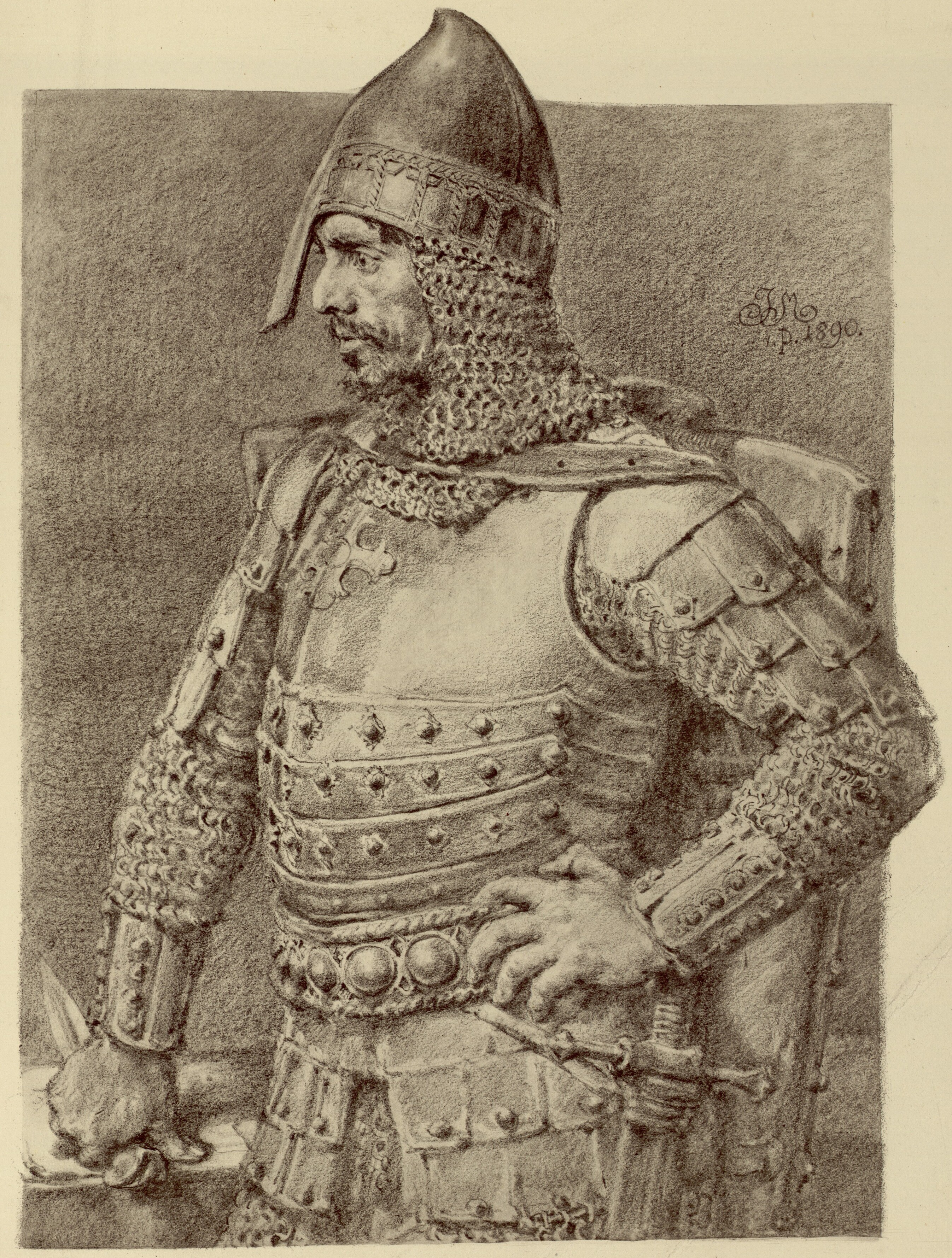
Jan Matejko, Konrad I Mazowiecki

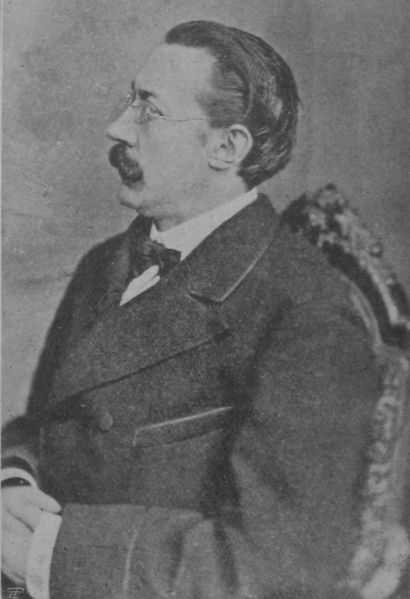
Jan Lam

Zawichost. Śpiew historyczny – poemat epicki Jana Lama, opublikowany w 1862 we Lwowie. Poemat opowiada o bitwie pod Zawichostem, która rozegrała się 19 czerwca 1205. W bitwie tej wojska polskie Leszka Białego i Konrada Mazowieckiego, prowadzone przez wojewodę Krystyna, rozbiły armię księcia Romana Halickiego. Poemat jest napisany oktawą, czyli strofą ośmiowersową, układaną jedenastozgłoskowcem, rymowaną abababcc. Zwrotka ta, pochodzenia włoskiego, była podstawową formą renesansowego i barokowego eposu bohaterskiego we Włoszech, Hiszpanii i Portugalii. Posługiwali się nią między innymi Ludovico Ariosto, Torquato Tasso, Giambattista Marino, Lucrezia Marinella, Alonso de Ercilla y Zúñiga, Luís de Camões i Brás Garcia de Mascarenhas, a w późniejszym okresie George Gordon Byron, Aleksander Puszkin i France Prešeren. W Polsce oktawą pisali Sebastian Grabowiecki, Piotr Kochanowski, Jan Andrzej Morsztyn i Stanisław Herakliusz Lubomirski, a później Ignacy Krasicki, Dyzma Bończa-Tomaszewski, Juliusz Słowacki, Adam Asnyk i Maria Konopnicka, jak też Stanisław Wyspiański i Lucjan Rydel.
Kniaź Roman pułki zbiera do wyprawy,
Zewsząd rycerstwo pod znaki się zbiega:
Od trąb i kotłów i wojennej wrzawy
W halickim grodzie odgłos się rozlega,
Dalekie szlaki ćmi tuman kurzawy.
Od granic Lachów do dzierżaw Olega
Ruś zbrojna staje, i posłuszna panu
Trzema szlakami pospiesza do Sanu.
W warstwie faktograficznej dzieło zostało oparte na relacji Jana Długosza. Poemat Zawichost zapoczątkował karierę literacką Jana Lama. Utwór został zauważony w Kurjerze Niedzielnym z 13 lipca 1862. W 2012 zapomniany poemat został wznowiony przez sandomierskie wydawnictwo Armoryka. Wstęp historycznoliteracki napisała Joanna Sarwa. Autorka zauważa w nim między innymi występujące w tekście poematu Lama stylistyczne nawiązania do Słowa o wyprawie Igora, najważniejszego zabytku staroruskiej epiki bohaterskiej.